# Отто Клемперер
Отто Клемперер (нім. Otto Klemperer, нар. 14 травня 1885, Бреслау — пом. 6 липня 1973, Цюрих) — німецький диригент і композитор.

## Біографія

### Навчання та початок кар'єри в Європі
Отто Клемперер народився в сілезькому місті Бреслау (нині Вроцлав, Польща) в музичній єврейській родині. Почав навчатися у франкфуртській консерваторії Гоха як піаніст, потім слідом за своїм учителем Джеймсом Квастом перейшов до берлінської Консерваторії Штерна. 1905 року він познайомився і потоваришував з Густавом Малером, за рекомендацією якого у 1907 році отримав місце керівника оркестру театру Праги.
У 1910 році, знову за допомогою Малера, Клемперер отримав місце диригента в опері Гамбурга. Наступним місцем його музичної кар'єри у 1912–1913 роках став міський театр Бармена. З 1914 по 1917 рік він був заступником директора міського театру в Старсбурзі і головним диригентом Страсбурзької філармонії. У 1917–1924 роках працював керівником оркестру, потім й генеральним директором Кельнської опери, надалі у 1924–1927 роках — в опері Вісбадену.
Впродовж 1927–1931 років Клемперер диригував Кролль-Оперою в Берліні. Тут він здобув репутацію поборника нової музики, оскільки включав в свій репертуар твори Лоеша Яначека, Арнольда Шенберга, Ігора Стравінського, Пауля Гіндеміта.

### Гастролі 1920–1930 років
У 1920–1936 роках Отто Клемперер гастролював у Барселоні, Римі, США. У 1920–1930 роках він неодноразово гастролював у СРСР і справив незабутнє враження на московську і ленінградську публіку; один з ленінградських критиків писав: «Коли зрозуміли, вірніше, інстинктом відчули, що таке Клемперер, на нього стали ходити так, що величезний зал філармонії не може вже більше вмістити всіх охочих послухати, а головне — подивитися на знаменитого диригента. Не бачити Клемперера — це означає позбавити себе великої дози враження. З моменту виходу на естраду Клемперер владно заволодіває увагою аудиторії. Вона з напруженою увагою стежить за його жестом. Людина, що стоїть за порожнім пультом (партитура — в голові), поступово виростає і заповнює собою весь зал. Все зливається в одному акті творчості, в якому, здається, беруть участь всі присутні. Клемперер вбирає в себе вольові заряди окремих індивідуумів, щоб розрядити накопичену психологічну енергію в потужному, захопливому творчому пориві, що не знає перешкод … Ось в цьому нестримному залученні до свого мистецтва всіх слухачів, які втрачають грань між собою і диригентом і піднімаються до творчого усвідомлення найбільших музичних композицій, полягає секрет того колосального успіху, яким цілком заслужено користується у нас Клемперер». З 1924 по 1936 рік Клемперер не гастролював у СРСР на знак протесту проти арешту його близьких друзів.

### Еміграція та робота в США
В 1933 році, як тільки нацисти прийшли до влади, Клемпереру як єврею довелося залишити Німеччину і переїхати в США. В цей час Клемперер звернувся до католицизму, але пізніше, у 1967 році, він повернувся до юдаїзму, після чого отримав громадянство Ізраїлю.
В США в 1933—39 роках був диригентом Лос-Анджелеського філармонічного оркестру, також реорганізував у 1937 році симфонічний оркестр Пітсбурга і диригував оркестрами Нью-Йорка та Філадельфії. В цей час він почав концентруватися більше на класичних творах німецького репертуару, і пізніше саме вони принесли йому найбільшу популярність, особливо виконання творів Бетховена, Брамса і Малера. У 1940-х роках він диригував у США напівпрофесійними і аматорськими оркестрами.

### Повернення до Європи

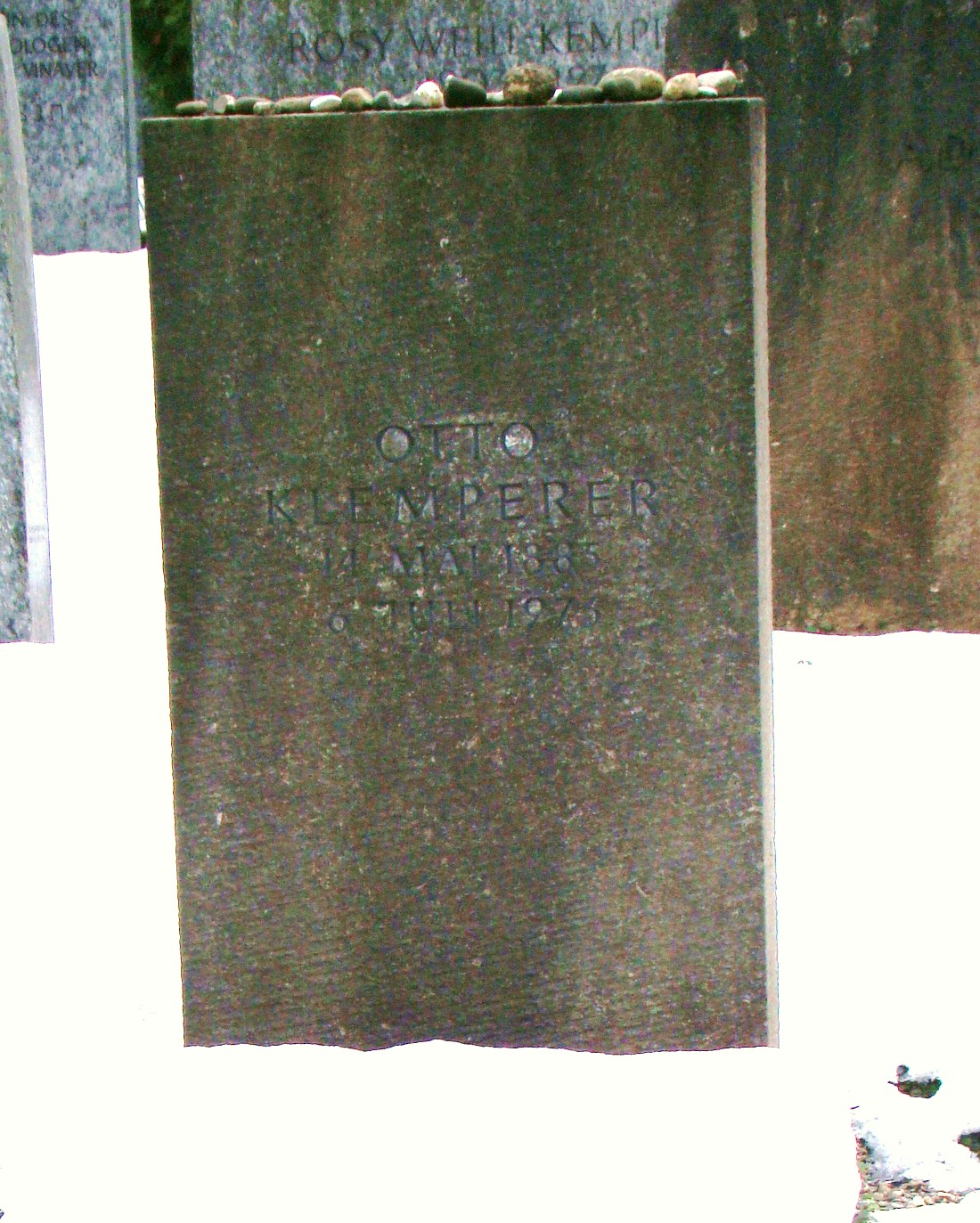
Могила Клемперера на єврейському кладовищі Оберер Фрізенберг у Цюріху.

Після Другої світової війни Клемперер повернувся до Європи. В 1947–1950 роках він працював в Будапештській опері і гастролював з різними європейськими оркестрами. Проте важка хвороба (невдале видалення пухлини мозку) перервала цю роботу. В середині 1950-х років Клемперер повернувся до гастрольної діяльності і працював головним чином з лондонським оркестром «Філармонія», створеним відомим продюсером Вальтером Легге при студії EMI. З 1959 року до кінця життя Клемперер був головним диригентом цього оркестру, зробив з ним ряд видатних записів.
На початку 1950-х років Клемперер захоплено прийняв створення Держави Ізраїль. Проте його побажання виступити з  Ізраїльським філармонічним оркестром було відхилене, оскільки ще в 1919 році він перейшов до християнської віри.

## Клемперер-композитор
Клемперер менш знаний як композитор. Він написав ряд творів серед яких шість симфоній, Меса, вісім струнних квартетів, багато пісень і опера «Das Ziel». Свої власні він виконував рідко. В цілому його твори були забуті після його смерті, хоча було зроблено їх комерційні записи.